# نهائي كوبا ليبرتادوريس 1966
كانت نهائيات كأس ليبرتادوريس عام 1966 هي المباراة النهائية التي أقيمت على مباراتين والتي حددت الفائز بكأس ليبرتادوريس عام 1966 ، وهي النسخة السابعة من كأس ليبرتادوريس أمريكا ، وهي البطولة الدولية الأولى لكرة القدم للأندية في أمريكا الجنوبية التي نظمتها الكونميبول.
جرت المباريات النهائية في مباراتين ذهابًا وإيابًا بين فريق بينارول الأوروغوياني وفريق ريفر بليت الأرجنتيني. استضاف بينارول مباراة الذهاب في ملعب سينتيناريو في مونتيفيديو في 12 مايو 1966 ، بينما استضاف ريفر بليت مباراة الإياب في ملعب مونومينتال في بوينس آيرس في 18 مايو 1966.
بعد فوز كلا الفريقين بمباراة واحدة ، استضافت المباراة الثالثة في ملعب ناسيونال في سانتياغو دي تشيلي في 20 مايو 1966. فاز بينارول على ريفر بنتيجة 4-2 وبالتالي فاز بالمركز الثالث. لقب كأس ليبرتادوريس.

## الفرق المتأهلة
| فريق      | الظهور في النهائيات السابقة (بخط عريض يشير إلى الفائزين) |
| --------- | -------------------------------------------------------- |
| بينارول   | 1960 ، 1961 ، 1962 ، 1965                                |
| ريفر بليت | -                                                        |